# Ruta Estatal de Arizona 289
La Ruta Estatal de Arizona 289, y abreviada SR 289 (en inglés: Arizona State Route 289) es una carretera estatal estadounidense ubicada en el estado de Arizona. La carretera inicia en el oeste desde Peña Blanca Dam hacia el este en la I 19     en Nogales. La carretera tiene una longitud de 16,6 km (10.33 mi).

## Mantenimiento
Al igual que las autopistas interestatales, y las rutas federales y el resto de carreteras estatales, la Ruta Estatal de Arizona 289 es administrada y mantenida por el Departamento de Transporte de Arizona por sus siglas en inglés ADOT.